# Catonetria caeca
Catonetria caeca är en spindelart som beskrevs av Alfred Frank Millidge och Ashmole 1994. Catonetria caeca ingår i släktet Catonetria och familjen täckvävarspindlar. Inga underarter finns listade i Catalogue of Life.